# Лану (коммуна)
Лану́ (фр. Lanoux) — коммуна во Франции, находится в регионе Юг — Пиренеи. Департамент коммуны — Арьеж. Входит в состав кантона Ле-Фосса. Округ коммуны — Памье.
Код INSEE коммуны — 09151.

## Население
Население коммуны на 2008 год составляло 48 человек.
| 1962 | 1968 | 1975 | 1982 | 1990 | 1999 | 2008 |
| ---- | ---- | ---- | ---- | ---- | ---- | ---- |
| 51   | 63   | 52   | 40   | 55   | 53   | 48   |

## Экономика
В 2007 году среди 35 человек в трудоспособном возрасте (15—64 лет) 26 были экономически активными, 9 — неактивными (показатель активности — 74,3 %, в 1999 году было 69,0 %). Из 26 активных работали 25 человек (14 мужчин и 11 женщин), безработной была 1 женщина. Среди 9 неактивных 5 человек были учениками или студентами, 3 — пенсионерами, 1 был неактивным по другим причинам.